# F.C Mauritania Association Liberté et Citoyenneté
 (août 2020).

Liberté et Citoyenneté [F.C Mauritanie] est une association sans but lucratif, ONG enregistrée en Mauritanie
Liberté et Citoyenneté [F.C Mauritanie] est membre du Réseau Atlas  de la Plateforme numérique interactive entre les Associations de jeunesse et des Sport et les Structures du Ministère de la Jeunesse et des Sports.

## Missions
L'association cherche à promouvoir les valeurs de la citoyenneté et les libertés individuelles et collectives, le Libéralisme économique et les autres type de libertés.
Elle promet de valoriser la culture de volontariat et contribue à la recherche de solution à certains problèmes sociaux et culturels que rencontrent les jeunes et toute la population de Mauritanie.
Les domaines que visent l'association sont nombreux et notamment liés au développement de l'individu et de la société mauritanienne.